# دایکی شیگئوکا
دایکی شیگئوکا (انگلیسی: Daiki Shigeoka؛ زادهٔ ۲۶ اوت ۱۹۹۲) بازیگر، خواننده، شخصیت‌های تلویزیونی در ژاپن، و بازیگر تلویزیون اهل ژاپن است. وی از سال ۲۰۰۶ میلادی تاکنون مشغول فعالیت بوده‌است.